# The Fratellis
The Fratellis é uma banda de indie rock de Glasgow, na Escócia. A banda consiste de Jon Fratelli (vocal e guitarra), Barry Fratelli (baixo) e Mince Fratelli (bateria).

## História

### Começo e The Fratellis EP (2005-2006)
A primeira apresentação da banda foi no bar O’Henry em Glasgow no dia 4 de março de 2005.

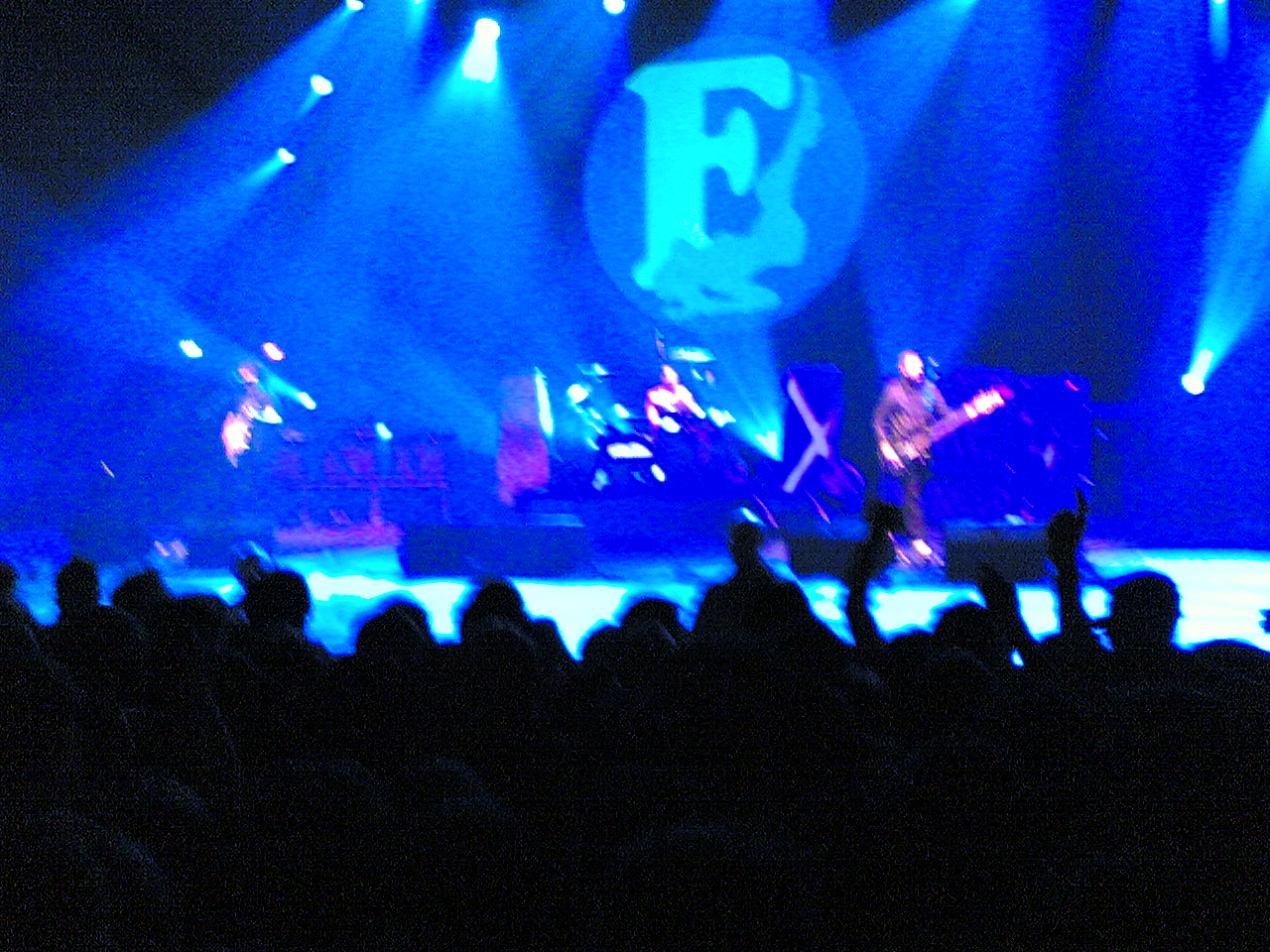
The Fratellis em apresentação em 2007

 Eles foram descobertos pelo seu empresário Tony Fratelli no McChuills Bar, em Glasgow, então assinaram contrato com a gravadora Fallout Records. The Fratellis EP foi lançado no dia 3 de Abril de 2006, com as faixas Creepin Up The Backstairs, Stacie Anne e The Gutterati?. A revista inglesa NME escreveu um artigo de duas páginas sobre o The Fratellis na edição de 10 de Agosto de 2006, proclamando-os a melhor banda da Britânia. No dia 25 do mesmo mês, a banda se apresentou no programa The Friday Night Project, onde tocou o seu então futuro single Chelsea Dagger.

### Costello Music (2006-2007)
Costello Music foi o primeiro álbum da banda lançado no dia 11 de Setembro, 2006. Foi o segundo álbum mais vendido do Reino Unido por três semanas. O sucesso do álbum levou o “The Fratellis” ao prêmio “BRIT award” como banda revelação de 2007.

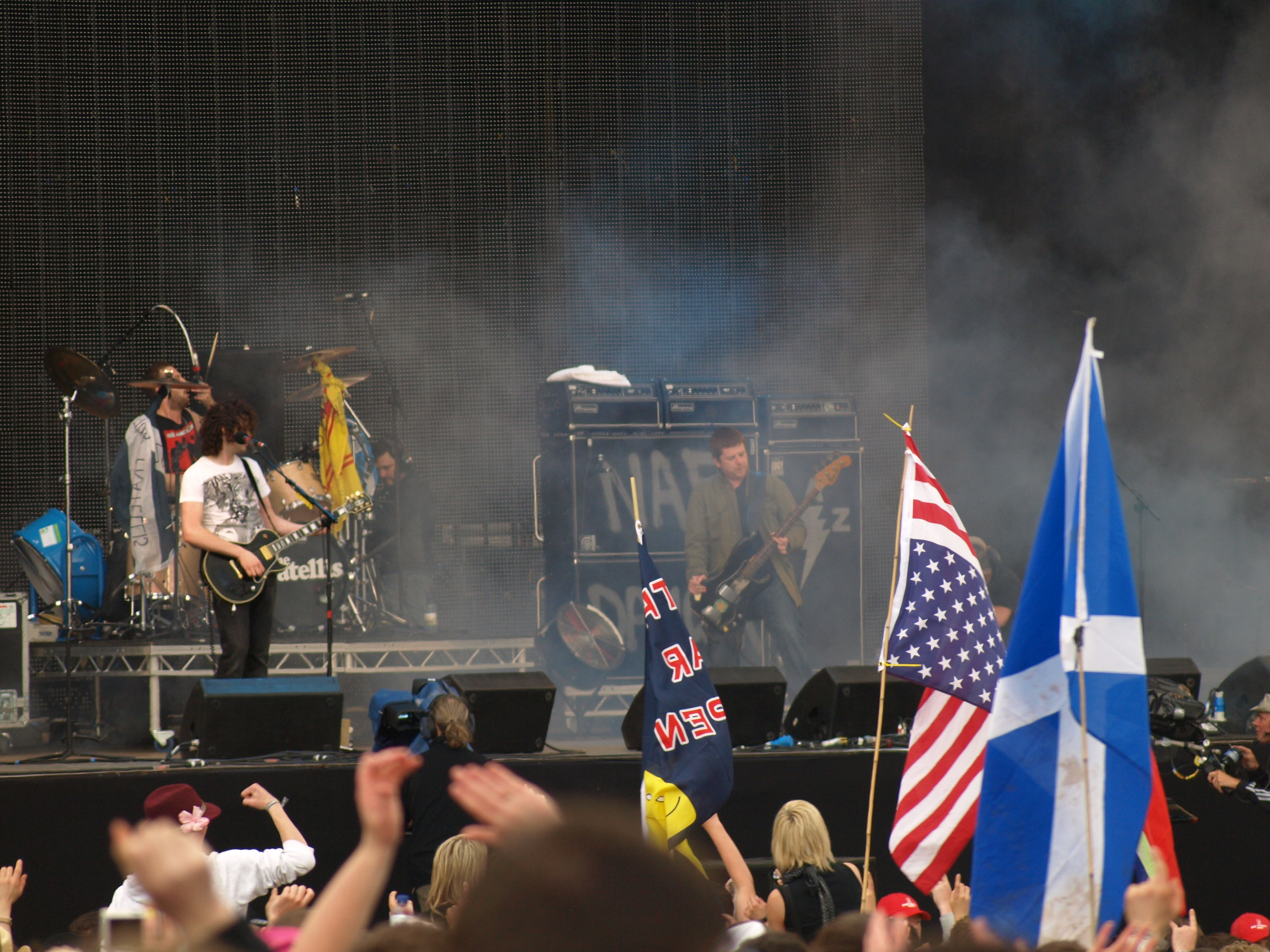
O grupo em apresentação no T in the Park, Escócia 2008.

 Após o lançamento do álbum, The Fratellis embarcou em uma turnê do UK festival circuit, tocando em Glastonbury e sendo a atração principal em festivais como  NME Rock 'n' Riot tour, Oxegen 2007 e T in the Park 2007, entre outros.  Eles também abriram o show para o The Police no The Police Reunion Tour no verãode 2007 em algumas das datas da América do Norte. The Fratellis também gravou alguns covers durante o ano de 2007, incluindo All Along The Watchtower para o CD duplo de celebração dos 40 anos de aniversário da BBC Radio One, “Radio 1: Established 1967”, e também gravou Solid Gold Easy Action para a trilha sonora do filme Hot Fuzz, que também incluiu o single Baby Fratelli
Em Outubro de 2007, eles lançaram seu primeiro DVD ao vivo Edgy In Brixton na Inglaterra, que foi gravado na Brixton Academy em Londres. O DVD contém uma apresentação ao vivo de seu primeiro disco Costello Music, B-Sides de vários singles e uma nova música chamada Ella’s In The Band.

### Here We Stand (2007-2009)
No dia 20 de Novembro de 2007 foi anunciado no site oficial da banda a ,produção de seu segundo CD. No dia 22 de Fevereiro de 2008 foi feito um pequeno show no Queen Margaret Union para estrear as músicas do novo álbum. Oito músicas novas foram tocadas, incluindo Mistress Mabel, Acid Jazz Singer, and Look Out Sunshine!. A performance apresentou dois novos membros na turnê, o guitarrista Robin e o tecladista, Will Foster. Porém, após o show Teenage Cancer Trust, Robin largou a turne por razões desconhecidas. Will Foster passou a tocar teclado e guitarra durante as performances ao vivo.

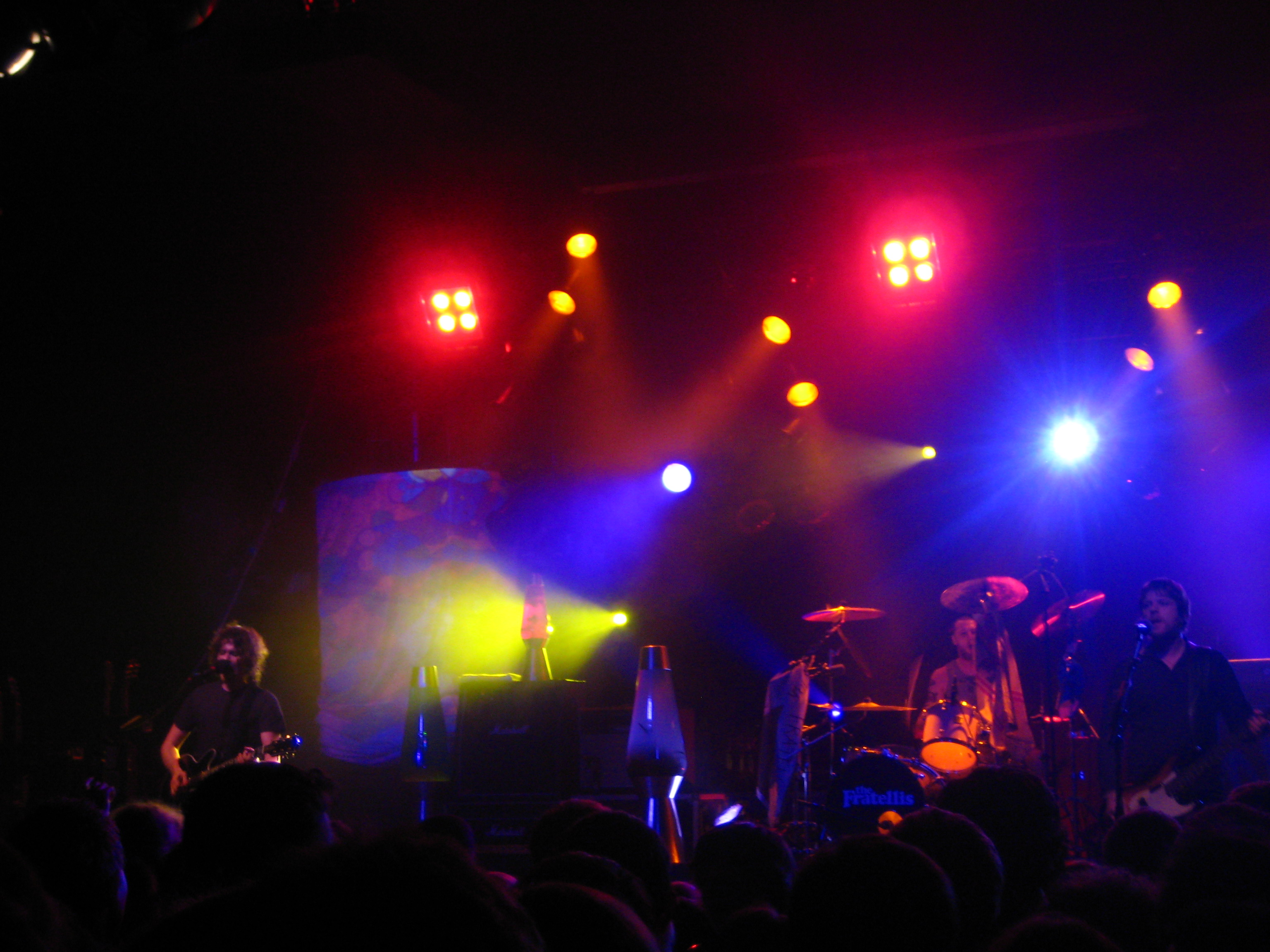
O grupo em apresentação em 2008.

 O álbum, chamado Here We Stand, foi lançado em Junho de 2008, dia 9 na Inglaterra e dia 11 nos EUA.

### Hiato e novos projetos (2009-2012)
Depois de promover o seu segundo disco, The Fratellis entrou num hiato sem fim definido, e os seus membros passaram a concentrar-se em outros projetos.
Barry inicialmente afirmou que ele estava começando seu próprio projeto musical. Ele não deixou que os fãs conhecessem seus empreendimentos musicais até novembro de 2011, onde ele revelou que ele tinha se juntado a banda The Twang.
Mince inicialmente se juntou a uma banda de heavy metal chamada Throne o' Diablo, depois deixou a banda para se juntar banda solo de Jon como um segundo baterista, backing vocal e guitarrista. Ele está atualmente gravando novo material com Jon.

Em fevereiro de 2011, após completar o trabalho em sua estréia Jukebox Psico álbum solo, Jon afirmou que:
| “ | Tendo feito um registro que é de longe a melhor coisa que eu já estive envolvido, se eu fosse voltar para a banda, não valeria a pena um ano inteiro de músicas que eu não seria capaz de tocar. Eu acho que é quase impossível de sequer pensar. Sou um grande crente em que a vida tem de manter em movimento e que tudo tem seu tempo particular. Nós estávamos na aquela banda há quatro ou cinco anos juntos o que parece ser o suficiente para mim. | ” |

### Fim do hiato (2012)
Em 4 de junho de 2012, a banda anunciou que tinha se juntado novamente para arrecadar dinheiro para o Eilidh Brown Memorial Fund em 15 de junho de 2012, marcando quase 3 anos desde última vez que o grupo compartilhou um palco junto. Mais tarde, em junho, a banda anunciou que vai se apresentar no O2 ABC em Glasgow em 26 de Setembro de 2012. Eles, então, anunciaram outras datas em Oxford, Leicester e Sheffield, com outra data no festival Loopallu e também anunciou uma pequena turnê setembro.
Desde o fim do hiato, Jon afirmou que espera gravar novas músicas com o The Fratellis e também irá lançar seu segundo álbum solo, que ele quase terminou antes do fim do hiato. Ele disse que eles tinham posto de lado as suas diferenças porque "a vida é muito curta". Barry agora deixou a banda The Twang e vai dedicar seu tempo ao The Fratellis.

### 2012–2014:We Need Medicine[15]
A banda fez seu primeiro show desde 2009 para arrecadar dinheiro para o Eilidh Brown Memorial Fund em 15 de junho de 2012, marcando quase três anos desde a última vez que compartilharam um palco juntos. Eles então se apresentaram no O2 ABC Glasgow em 26 de setembro de 2012 e anunciaram uma turnê pelo Reino Unido em abril de 2013. Durante a turnê pelo Reino Unido, mais três músicas foram lançadas ao vivo; "She's Not Gone Yet But She's Leaving" foi apresentada em Oxford, Leicester e Sheffield. Durante a turnê, a banda estreou duas novas faixas," This Old Ghost Town " e "Rock 'n' Roll Will Break Your Heart".
Em 4 de fevereiro de 2013, a banda terminou de gravar seu terceiro álbum, que seria chamado We Need Medicine, com data de lançamento em 7 de outubro de 2013. "Seven Nights Seven Days" foi lançado como single em 29 de setembro. O álbum foi gravado em Glasgow com Jon Fratelli e Stuart McCredie como produtores.
A banda participou de 2013 com uma turnê bem-sucedida da campanha de álbuns dos EUA, UK Need Medicine , com dois shows na Rússia em setembro de 2014. A banda lançou um novo EP em setembro de 2014 chamado The Soul Crush EP , lançado gratuitamente no site deles.

### 2014–2016:Eyes Wide, Tongue Tied[16]
Durante as férias de Natal de 2013, a banda começou a escrever novos trabalhos, e duas das músicas estrearam ao vivo em 2014. "Too Much Wine" foi tocado na turnê americana no início de 2014, com "All the Live Long Day" (mais tarde conhecido como "Impostors (Little By Little)") aparecendo mais tarde. Ao lançar o EP Soul Crush em 2014, a banda declarou que eles iriam para LA para gravar seu quarto álbum , com Barry confirmando no Twitter que era mais uma vez com Tony Hoffer, produtor-arquiteto.
As notícias ficaram em silêncio até 1 de junho de 2015, quando a banda anunciou que seu novo álbum se chamaria Eyes Wide, Tongue Tied e seria lançado através do Cooking Vinyl em 21 de agosto de 2015. A banda revelou a primeira música do álbum "Me and the Devil" através de seu site  e mais tarde anunciou o primeiro single "Baby Don't You Lie To Me" em 29 de junho. Ambas as faixas foram disponibilizadas como downloads instantâneos com a sua pré-encomenda do álbum.  A banda compartilhou um novo vídeo para "Baby Don't You Lie To Me!" em 24 de julho de 2015. 
No final de 2016, o The Fratellis lançou uma turnê em todo o Reino Unido para marcar o aniversário de 10 anos do Costello Music , fazendo 16 shows entre novembro e dezembro. 

### 2017–2019:In Your Own Sweet TimeeBright Night Flowers[17][18]
Em 2017, a banda encabeçou as postagens desde 30 de abril, e confirmou no Instagram que estava em Los Angeles para gravar seu quinto álbum com Tony Hoffer produzindo mais uma vez. 
In Your Own Sweet Time foi lançado em 16 de março de 2018 e seguido de uma turnê britânica em março de 2018. O álbum foi lançado em CD , LP , edição limitada laranja LP e cassete.
Depois da gravação de In Your Own Sweet Time , Jon regravou discretamente seu álbum solo de 2012, Bright Night Flowers, e depois que a maior parte da turnê terminou com In Your Own Sweet Time , Jon anunciou que seu álbum solo seria lançado em fevereiro 2019, apoiado com dois shows em Londres e Glasgow. Seus primeiros shows solo em 6 anos apresentaram quase a totalidade de Bright Night Flowers, com apenas uma música de seu álbum solo anterior aparecendo junto com os favoritos da banda, "Whistle for the Choir" e "Laughing Gas" em formas reorganizadas e uma série de covers .

## Integrantes
- Jon Fratelli — Vocal, guitarra, guitarra acústica, piano (2005 - presente)
- Barry Fratelli — Baixo (2005 - presente)
- Mince Fratelli — Bateria, percurssão, banjo, backing vocal (2005 - presente)

Membros de Turnês
- Will Foster - keyboards, piano (2008–2009; 2012–present)

## Discografia

### Álbuns
- 2006 - Costello Music
- 2008 - Here We Stand
- 2013 - We Need Medicine
- 2015 - Eyes Wide, Tongue Tied
- 2018 - In Your Own Sweet Time
- 2021 - Half Drunk Under a Full Moon

### EPs
- 2006 - The Fratellis EP
- 2007 - Flathead EP
- 2007 - Ole Black 'n' Blue Eyes EP
- 2014 - The Soul Crush EP

### Singles
- 2006 - Henrietta
- 2006 - Chelsea Dagger
- 2006 - Whistle For The Choir
- 2007 - Baby Fratelli
- 2008 - Mistress Mabel
- 2008 - Look Out Sunshine!
- 2008 - A Heady Tale
- 2020 - Six Days in June
- 2020 - Strangers in the Street
- 2021 - Action Replay
- 2021 - Need a Little Love
- 2021 - Half Drunk Under a Full Moon